# 東京都道186号高月楢原線
東京都道186号高月楢原線（とうきょうとどう186ごう たかつきならはらせん）は、東京都八王子市高月町から、同市宮下町を経由し、楢原町に至る一般都道である。

## 概要
- 実延長：3,580m[1]
- 起点：東京都八王子市高月町（高月浄水場前交差点＝東京都道166号瑞穂あきる野八王子線交点）
- 終点：東京都八王子市楢原町（楢原町交差点＝東京都道32号八王子五日市線交点）[2]

ほぼ全線にわたって狭隘であり、特に国道411号から東京都道176号楢原あきる野線までの区間は離合も困難である。

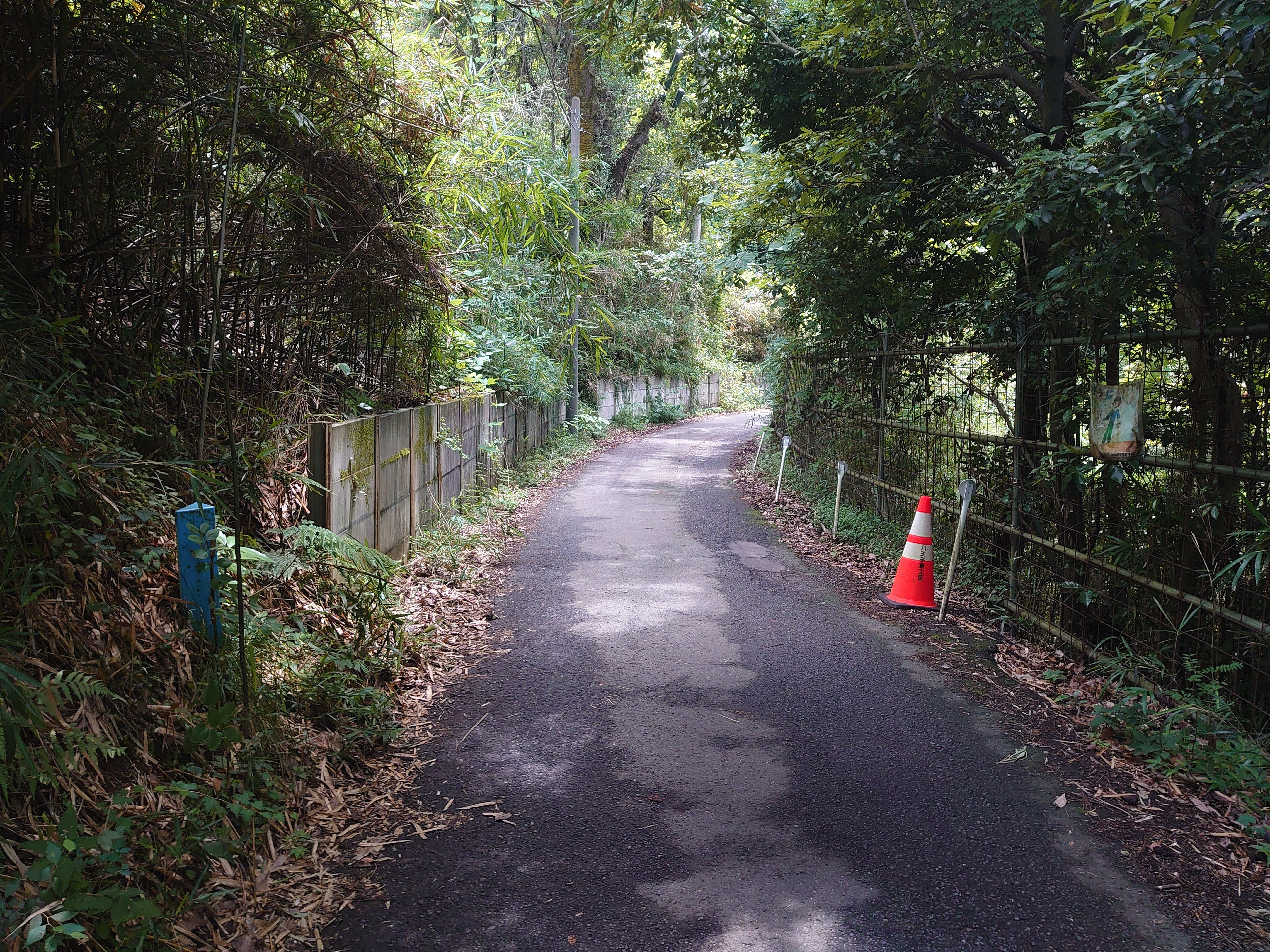
東京都道186号高槻楢原線 3キロポスト

## 重複区間
- 国道411号・滝山街道（八王子市宮下町：加住小西交差点 - 名前なし交差点）
- 東京都道46号八王子あきる野線・高尾街道（八王子市犬目町 - 楢原町）
- 東京都道176号楢原あきる野線・同上（八王子市犬目町 - 楢原町）

## 交差している道路
- 東京都道166号瑞穂あきる野八王子線（東京都八王子市）高月浄水場前交差点
- 国道411号・滝山街道（東京都八王子市）加住小学校西交差点
- 国道411号・滝山街道（東京都八王子市）名前なし交差点 ※国道411号線との重複区間の南側に本線の旧道がある。
- 東京都道169号淵上日野線支線・新滝山街道（東京都八王子市）宮下陸橋 ※本線同士は直接交差はしておらず淵上日野線の側線と接続している。
- 東京都道46号八王子あきる野線・東京都道176号楢原あきる野線（東京都八王子市）犬目交番前交差点

## 1964年東京オリンピックでの使用

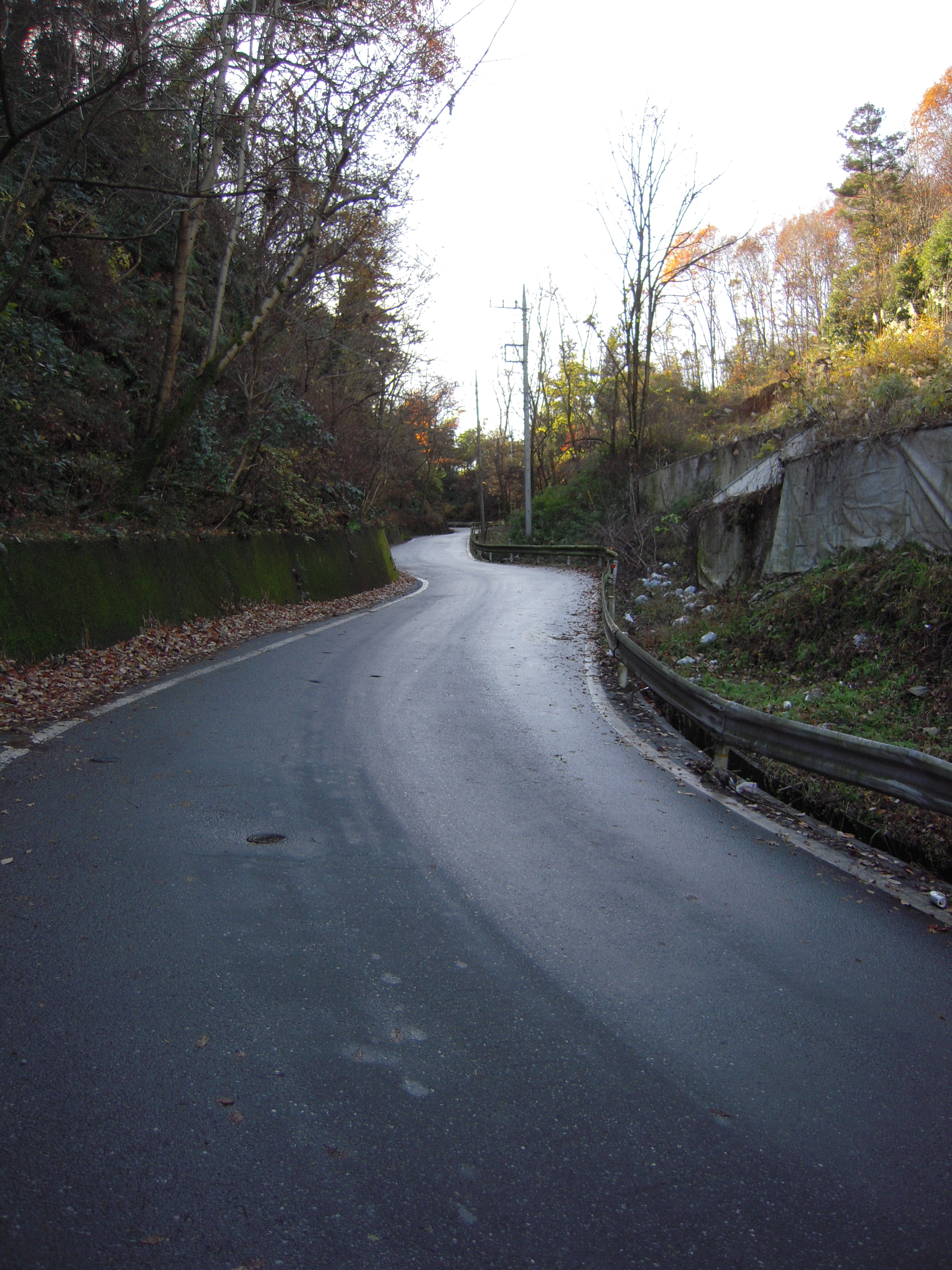
高月浄水場付近

本道のうち高月浄水場前交差点から加住小学校西交差点までの区間は、1964年（昭和39年）に開催された東京オリンピックにおいてロードレースのコースの一部として使用された。

## 沿道状況
都道166号（瑞穂・八王子駅方面）からY字に分岐し、幅2.0m・重量3tで規制された1.5車線で高月浄水場の脇を通り国道411号（滝山街道、甲府・日野方面）に至る。130mほど国道と重複した後に分岐し、住宅街の路地を抜けて都道169号（新滝山街道、青梅・横浜方面）と宮下陸橋で交差する。武蔵野ゴルフクラブの敷地内を抜け、創価大学の敷地の脇を通り山岳区間となる。犬目第一給水所の脇を通り、3キロポストを過ぎると希望の丘八王子病院、多摩養育園の先で再び住宅街の中となり、U字の折り返しやクランク状の路地を抜けると犬目交番前交差点で都道46号線に合流し、ここで実延長区間は終了である。ここから南に46号線・176号線と重用して都道32号線との交点である楢原町交差点に至る。

## 周辺施設
- 高月浄水場
- 高月病院
- 八王子市立加住小中学校（小中一貫校 ）
- 武蔵野ゴルフクラブ
- 多摩養育園
- 希望の丘八王子病院（旧・滝山病院）